# Froschham (Aichach)
Froschham ist ein Gemeindeteil der Stadt Aichach im Landkreis Aichach-Friedberg.
Die Einöde liegt auf der Gemarkung Oberbernbach knapp drei Kilometer nordwestlich des Zentrums von Aichach in freier Feldflur. 2022 gibt es dort zwei Wohngebäude.